# Emun Elliott
Emun Elliott (28 de novembre de 1983) és un actor escocès, conegut per interpretar a Dr. Christian King a Paradox, Richie a Threesome i John Moray a 
The Paradise.

## Filmografia
| Any       | Títol                                           | Rol                                          | Notes              | Format     |
| --------- | ----------------------------------------------- | -------------------------------------------- | ------------------ | ---------- |
| 2005      | Monarch of the Glen                             | Danny - Episode 7.5 (2005)                   | Drama-comèdia      | Televisió  |
| 2006      | Feel the Force                                  | PC MacGregor                                 | Sitcom             | Televisió  |
| 2006      | Afterlife                                       | Tariq - Roadside Bouquets (2006)             | Supernatural drama | Televisió  |
| 2007      | Then a Summer Starts                            | Luke                                         |                    | Pel·lícula |
| 2009      | The Clan                                        | Cal McKinley                                 |                    | Pel·lícula |
| 2010      | Black Death                                     | Swire                                        |                    | Pel·lícula |
| 2012      | Prometheus                                      | Chance                                       | ciència-ficció     | Pel·lícula |
| 2012      | Strawberry Fields                               | Kev                                          | Drama              |            |
| 2013      | Filth                                           | Peter Inglis                                 |                    |            |
| 2013      | The Ring Cycle                                  | Richard                                      | Curtmetratge       | Pel·lícula |
| 2014      | Exodus: Gods and Kings                          |                                              |                    | Pel·lícula |
| 2015      | The Scottish Mussel                             | Leon                                         | Comèdia            | Pel·lícula |
| 2015      | Star Wars episodi VII: El despertar de la força | Brance                                       |                    | Pel·lícula |
| 2009      | Paradox                                         | Dr. Christian King                           | Drama policial     | Televisió  |
| 2010      | Lip Service                                     | Jay                                          | Drama              | Televisió  |
| 2010      | Inspector George Gently                         | Damien Barratt - Peace And Love (2010)       | Drama policial     | Televisió  |
| 2011      | Vera                                            | James Bennett -Telling Tales (S1, Ep2, 2011) | Drama policial     | Televisió  |
| 2011      | Game of Thrones                                 | Marillion                                    | Drama fantasia     | Televisió  |
| 2011-2012 | Threesome                                       | Richie                                       | Sitcom             |            |
| 2012      | Labyrinth                                       | Guilhem Du Mas                               |                    | Televisió  |
| 2012      | The Paradise                                    | John Moray                                   |                    | Televisió  |
| 2012      | Falcón                                          | Basilio Sánchez                              | Drama policial     | Televisió  |
| 2013      | Rubenesque                                      | Grant                                        |                    | Televisió  |
| 2015      | A View from the Bridge                          | Marco                                        |                    | Teatre     |